# Толстой (Канада)
Толстой (Tolstoi) — село в канадской провинции Манитоба, в 90 км. к югу от города Виннипег и в 10 км к северу от границы с США (пограничный переход Толстой-Ланкастер).
Село основано украинскими переселенцами в 1896. В населенном пункте имеется отель и бар. В здании бывшей школы располагается дом престарелых. В демографическом плане село неблагополучно, так как молодежь уезжает в Виннипег.